# 雪 (小说)

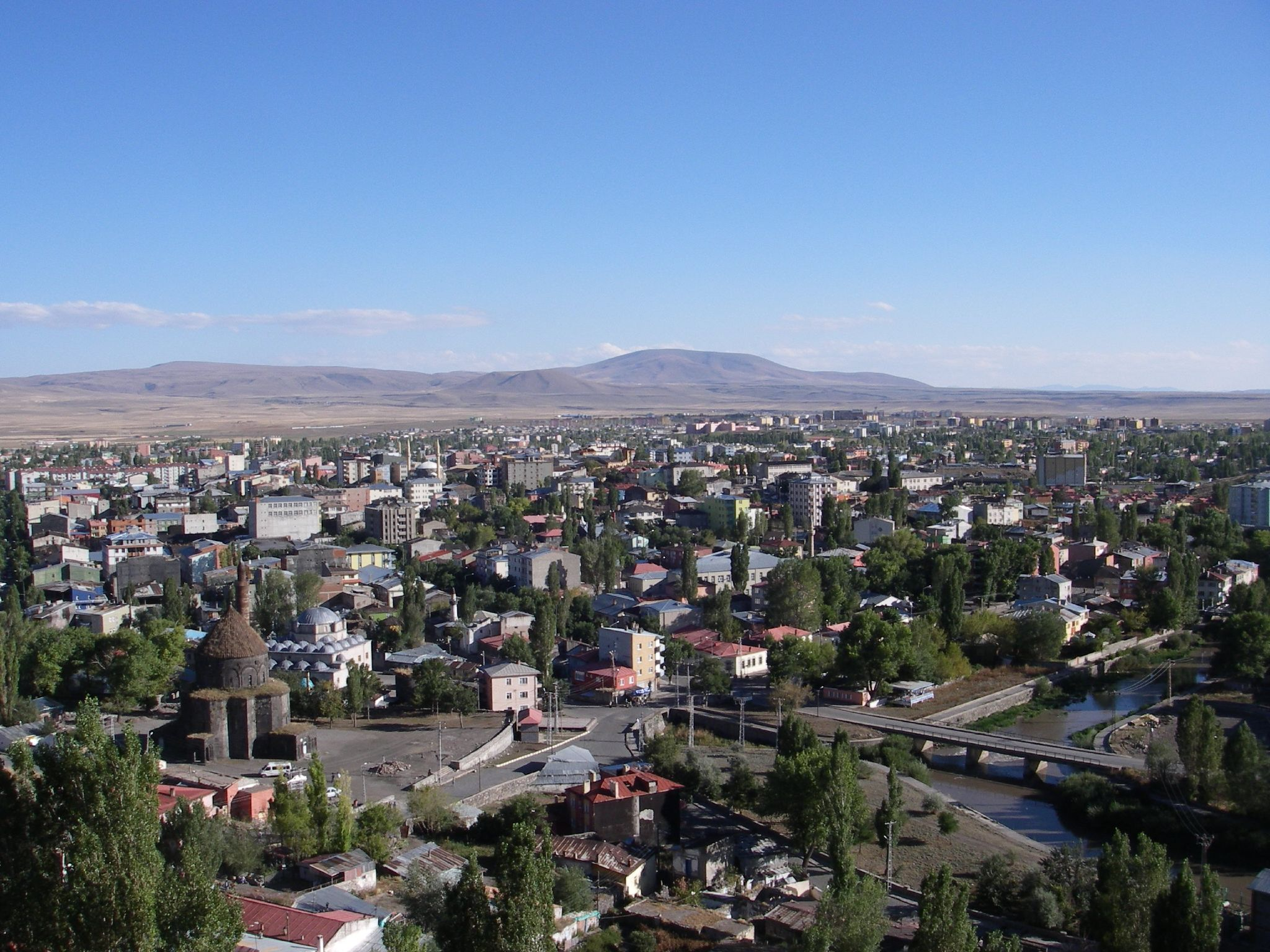
卡爾斯是小說《雪》內容中描繪的主要場景

《雪》是土耳其作家、諾貝爾文學獎得主奧爾罕·帕穆克所著的一部小說，於2002年發表。

## 故事簡介
在德国法兰克福旅居多年的詩人"卡"為了採訪頭巾少女自殺案件，來到了土耳其邊城卡尔斯。
在這座曾經繁榮但現已衰敗的城市中，他遇到了已離婚目前單身的大學同學伊佩珂，並興起了與她遠走高飛之念；在這同時，小城的聯外道路由於大雪而中斷，城中亦將掀起一陣風暴；左派劇團團長"桑奈"打算在卡尔斯第一場電視直播節目裡，將自己的理想付諸實行；伊斯蘭基本教義派份子"藍"亦潛伏於卡尔斯。在世俗與宗教，伊斯蘭傳統及西方衝擊並存的雪封小城，就要上演一場且激烈且瘋狂的戲碼；而身在其中的卡，亦無法身免於這場風暴，他那關乎個人幸福的微小心願，似乎已漸行漸遠了......。

## 书名
这部小说的土耳其文名为：Kar，在土耳其语中意为“雪”，本书的主人公的名字也叫“Kar”（卡），故事的发生地也是土耳其的卡尔斯省省会卡尔斯（Kars）。